# Tarboro
Tarboro – miasto w Stanach Zjednoczonych, w stanie Karolina Północna, siedziba administracyjna hrabstwa Edgecombe.
Z Tarboro pochodzi Paris Kea, amerykańska koszykarka.